# André Étienne d’Audebert de Férussac
Baron André Étienne Justin Pascal Joseph François d’Audebert de Férussac (* 30. Dezember 1786 in Chartron; † 21. Januar 1836) war ein französischer Naturforscher, der besonders durch die Erforschung und Kategorisierung von Mollusken bekannt wurde.
Férussac wurde 1786 als Sohn des Naturforschers  Jean Baptiste Louis d’Audebert de Férussac (1745–1815) and Marie Catherine Josèphe de Rozet geboren. Schon 1804 veröffentlichte er eine Arbeit über Krebstiere seiner Heimat in den Abhandlungen der Akademie der Wissenschaften. Ab 1811 war er Offizier in der napoleonischen Armee und nahm an den Schlachten von Jena und Austerstädt und von Austerlitz teil und kämpfte in Spanien, wo er bei der Belagerung von Saragossa schwer verwundet wurde. Aufgrund seiner Verwundung nahm er seinen Abschied und veröffentlichte 1813 Aufzeichnungen seiner Erlebnisse in Spanien. Nach dem Fall Napoleons war er wieder beim Militär, lehrte an der École d'application Geographie und Statistik und war ab 1819 beim Kriegsministerium. 1823 bis 1831 gab er das Bulletin général et universel des annonces et des nouvelles scientifiques heraus, das aber als finanzieller Misserfolg endete. Außerdem stammen von ihm zahlreiche wissenschaftliche Aufsätze. Nach 1830 war er auch Abgeordneter des Département Tarn-et-Garonne. Im Jahr 1823 wurde er zum Mitglied der Leopoldina gewählt.
1822 erschien seine Tableau systématique des animaux mollusques und er setzte das Werk seines Vaters Histoire naturelle générale et particulière des mollusques terrestres et fluviatiles fort (4 Bände, 1820 bis 1851). 1822 benannte er die Ordnung Mytilida (als „Mytillacés“).